# Nunzio Galantino
Nunzio Galantino (Cerignola, 16 de agosto de 1948) é um prelado italiano da Igreja Católica. Foi nomeado Presidente da Administração do Patrimônio da Santa Sé (APSA) em 26 de junho de 2018. Foi Secretário-Geral da Conferência Episcopal Italiana (CEI) de 30 de dezembro de 2013 a 26 de junho de 2018 e Bispo de Cassano todos ' Jonio de 2012 a 2015.

## Biografia
Galantino nasceu em Cerignola, Itália, em 1948. Recebeu o título de teologia após estudar de 1968 a 1972 no Pontifício Seminário Regional de Benevento, Campânia, e foi ordenado sacerdote da Diocese de Ascoli Satriano e Cerignola em 23 de dezembro de 1972. Ele obteve um doutorado em filosofia pela Universidade de Bari em 1974. De 1972 a 1977 foi vice-reitor do Seminário de Foggia, na Itália, e assistente da Ação Católica. Em 1974 tornou-se professor no Pontifício Seminário Regional de Benevento, cargo que ocupou até 1972. Desde 1977 foi padre na paróquia de São Francisco de Assis em Cerignola. Naquela época ele ocupou os escritórios de Vigário Episcopal para a Pastoral e para a Cultura e Educação Continuada. Desde 1977 foi professor de antropologia na Faculdade de Teologia do sul da Itália. Em 2004, ele se tornou chefe do Serviço Nacional para o Estudo Superior de Teologia e Ciências Religiosas na Conferência Episcopal Italiana (CEI).
Em 9 de dezembro de 2011, o Papa Bento XVI nomeou-o bispo de Cassano all'Jonio. Ele foi consagrado em 25 de fevereiro de 2012 na Catedral de São Pedro, o Apóstolo em Cerignola pelo cardeal Angelo Bagnasco. Escolheu como lema Inclina cor meum em testimonia tua (Dá o meu coração às vossas instruções; Salmos 119: 36). Nessa ocasião, ele pediu que o dinheiro normalmente gasto em presentes para ele fosse gasto em serviços para os pobres. Enquanto bispo, ele vivia no seminário em vez de no palácio do bispo e evitava os serviços de secretário e motorista. Ele pediu para ser chamado de "Don Nunzio" em vez do título habitual "Vossa Excelência".
Em 30 de dezembro de 2013, o Papa Francisco nomeou-o secretário-geral interino do CEI, o Papa Francisco escreveu para o povo da diocese de Galantino para "pedir permissão" para dar ao bispo esta tarefa, dizendo: "Peço-lhe que compreenda e me perdoe". Em vez de deixar sua diocese, Gallantino pediu permissão para dividir seu tempo entre seu novo cargo e seus deveres como bispo. O Corriere della Sera descreveu a nomeação de Galantino como a seleção de alguém que não pediu a nomeação e disse que representava uma ruptura com a abordagem política dos recentes papas ao CEI, refletiu a ênfase de Francis na atividade pastoral e sinalizou suas expectativas para o próximo presidente do CEI.O veterano observador do Vaticano, John Allen Jr, posteriormente descreveu a nomeação como indicativo do estilo de administração do Papa Francisco, colocando sua própria pessoa sem remover o chefe do CEI e "deixando claro que [Galantino] desfruta de seu favor que todos entendem que ele é o verdadeiro ponto de referência papal no episcopado italiano ". Em 26 de março de 2014, o Papa Francisco nomeou Galantino para um mandato completo como secretário-geral.
Em maio de 2014, em uma entrevista sobre os preparativos para o Sínodo sobre a Família em outubro de 2014, o bispo Galantino disse à La Nazione, de Florença.O jornal queria que os líderes da Igreja abrissem suas mentes para diferentes pontos de vista: "Meu desejo pela Igreja italiana é que ela seja capaz de ouvir sem tabus os argumentos a favor dos padres casados, da Eucaristia pelos divorciados e da homossexualidade". Ele disse que "No passado nós nos concentramos demais no aborto e na eutanásia. Não deve ser assim porque no meio há vida real que está constantemente mudando. Eu não me identifico com a pessoa sem expressão que está fora do aborto". clínica recitando seu rosário, mas com os jovens, que ainda são contra essa prática, mas estão lutando pela qualidade de vida, sua saúde, seu direito ao trabalho ". Em agosto de 2014, ele disse que a Igreja deve fazer todos se sentirem em casa, que "casais em situações matrimoniais irregulares também são cristãos, mas às vezes são vistos com preconceito. O ônus da exclusão dos sacramentos é um preço injustificado a pagar, além da discriminação de facto ". Ele não defendeu a permissão de católicos divorciados que se casaram novamente para receber a Comunhão, mas disseram que "a caridade pastoral que para as pessoas que enfrentam dificuldades familiares e matrimoniais significa aceitação, compreensão, acompanhamento e apoio".
Em 28 de fevereiro de 2015, o Papa Francisco aceitou a renúncia de Galantino como bispo de Cassano all'Jonio. Francisco nomeou-o Presidente da Administração do Patrimônio da Santa Sé em 26 de junho de 2018. Ele permanece secretário-geral do CEI até que Francisco nomeie um sucessor.

## Escritos
- Beati quelli che e si accontentano (2016) [6]